# Rybanska Natasa
Rybanska Natasa (szlovákul Nataša Rybanská, Pöstyén, 2000. április 10. –) szlovák származású, olimpiai- és Európa-bajnoki bronzérmes, világbajnoki ezüstérmes magyar válogatott vízilabdázó.

## Pályafutása
A szlovák válogatottban játszott a 2014-es junior Európa-bajnokságon és a 2015. évi Európa játékokon. A szlovák utánpótlás válogatott tagjaként Szentesen szerepelt, ahol a helyi csapat vezetői felfigyeltek rá és leigazolták. 2018-ban a magyar junior válogatott tagjaként negyedik volt az Európa-bajnokságon. 2018-ban bemutatkozott a magyar felnőtt válogatottban. Tagja volt a 2019-es női vízilabda-világbajnokságon negyedik helyezett válogatottnak, csakúgy mint a 2021-re halasztott tokiói olimpián bronzérmet szerző válogatottnak. Emellett a 2022-es vizes világbajnokságon ezüstérmet szerző válogatottnak is tagja volt.

## Sikerei
Olimpiai játékok
- bronzérmes: 2021

Világbajnokság
- ezüstérmes: 2022, 2024, 2025

Európa-bajnokság
- bronzérmes: 2020

Magyar bajnokság
- aranyérmes: 2019, 2021, 2022, 2024

Magyar kupa
- győztes: 2018

## Díjai
- Magyar Arany Érdemkereszt (2021)[5]